# Операция «Осенние облака»
Операция «Осенние облака» (ивр. מבצע ענני סתיו‎) — военная контр-террористическая операция Армии обороны Израиля в секторе Газа. Операция началась 1 ноября 2006 года после многочисленных ракетных и миномётных обстрелов южного Израиля, когда армия обороны Израиля вошла в сектор Газа, что вызвало спорадические боевые действия возле Бейт-Хануна. Эта операция стала первой военной операцией, предпринятой израильскими военными после операции «Летние дожди» летом 2006 года. Операция была начата с целью остановить обстрелы территории Израиля из сектора Газа.
Представители палестинского правительства заявили 7 ноября, что ЦАХАЛ начинает вывод войск, тем самым прекращая операцию. С 31 октября были убиты 53 палестинца, в том числе 16 мирных жителей; и один солдат ЦАХАЛа.

## Хронология

### Рейд 1 ноября
1 ноября 2006 года в ходе крупнейшей на тот момент военной операции Израиля со времён операции «Летние дожди» шесть палестинцев и один израильский солдат были убиты и 35 человек были ранены во время рейда израильских военных на Бейт-Ханун. В рейде участвовало три авиаудара, шестьдесят танков при поддержке боевых вертолётов. Информационное агентство Франс Пресс сообщило, что три дома были снесены израильскими бульдозерами, а дюжина домов пострадала от танковых снарядов. Рейд положил начало операции израильских военных «Осенние облака». И президент Палестинской автономии Махмуд Аббас, и премьер-министр Исмаил Хания назвали этот рейд резнёй.

### Обстрелы 3 ноября
3 ноября 2006 года одна палестинская женщина была убита и, как сообщается, десять получили ранения в результате обстрела израильских военных. Женщины собрались возле мечети в Бейт-Хануне после призыва местного радио к женщинам спасти палестинских боевиков, оказавшихся в ловушке внутри мечети, замаскировав боевиков под женщин. Израильские военные заявили, что их солдаты заметили двух палестинских боевиков, одетых в женскую одежду, скрывающихся в толпе женщин, и что боевики использовали женщин в качестве живого щита.
Премьер-министр Палестинской автономии Исмаил Хания похвалил женщин, которые, по его словам, «…возглавили протест с целью прорвать осаду Бейт-Хануна».

### Вывод войск 7 ноября
Представители палестинского правительства заявили 7 ноября, что ЦАХАЛ начинает вывод войск, тем самым прекращая операцию. С 31 октября были убиты 53 палестинца, в том числе 16 мирных жителей; а также 1 солдат ЦАХАЛа.

### Обстрел 8 ноября
Несколько гражданских домов в Бейт-Хануне пострадали от снарядов, выпущенных Армией обороны Израиля. По меньшей мере 19 палестинских мирных жителей были убиты и 40 ранены.
Днём позже помощник генерального секретаря Анджела Кейн из Департамента по политическим вопросам ООН проинформировала Совет Безопасности ООН об обстреле. Она «призвала обе стороны конфликта „вернуться к диалогу“». Резолюция, предложенная Катаром в качестве осуждения обстрела, была вынесена на рассмотрение Совета Безопасности и на неё наложили вето Соединённые Штаты, а посол США в ООН Джон Болтон назвал предложенную резолюцию «односторонней» и «политически мотивированной». После этого отказа 17 ноября 2006 года Генеральная Ассамблея ООН приняла смягчённую и необязывающую резолюцию, в которой выражалось «огорчение» ассамблеи обстрелами и призывалась направить в Газу миссию по установлению фактов. Резолюция была принята большинством голосов, включая страны-члены Евросоюза. Среди нескольких противников были США и Израиль.

### 16 ноября
16 ноября боевики ХАМАС и «Исламского джихада», обстреляв из Бейт-Хануна, выпустили ракету «Кассам» по израильскому городу Сдерот, убив одного человека и ранив другого. Премьер-министр Израиля опубликовал заявление, в котором говорится: «Это именно тот тип убийственных нападений, которые мы пытаемся предотвратить. Израиль примет любые необходимые меры для защиты наших граждан».

### Последствия
Израиль отказался сотрудничать с Советом ООН по правам человека и препятствовал любому международному расследованию этого дела. Миссии по мандату Совета по правам человека, которую должен был возглавить архиепископ Десмонд Туту, было отказано во въезде в Израиль и на палестинскую территорию. 11 ноября США наложили вето на проект резолюции Совета Безопасности, призывающий к созданию миссии по расследованию событий 8 ноября в Бейт-Хануне.
В докладе ООН, написанном Специальным докладчиком, сделан вывод, что «кажется очевидным, что неизбирательный обстрел гражданских кварталов без видимой военной цели представляет собой военное преступление, за которое как командующий офицер, так и те, кто запустил 30-минутный обстрел, должны быть привлечены к уголовной ответственности».